# Rubel tadżycki
Rubel tadżycki (tadż. Рубл тоҷикӣ) – waluta obowiązująca w Tadżykistanie od 10 maja 1995 do 29 października 2000 roku, zastąpiona przez somoni w stosunku 1000 do 1. Dzieliła się na 100 tanga, lecz ze względów na wysoką inflację, jednostka zdawkowa nigdy się nie pojawiła w obiegu w żadnej formie.

## Historia
Po rozpadzie Związku Radzieckiego w Tadżykistanie obowiązywał rubel radziecki, nawet po uzyskaniu niepodległości 9 września 1991. 26 lipca 1993 r. wydano nową serię banknotów rosyjskich, a sowieckie pieniądze przestały być środkiem płatniczym. W Tadżykistanie pieniądze te krążyły do 8 stycznia 1994 r.
1 stycznia 1994 r. rubel rosyjski został uznany za środek płatniczy. W listopadzie tego samego roku rozważano możliwość wprowadzenia zmodyfikowanych rosyjskich banknotów z nadrukiem w formie narodowego ornamentu tadżyckiego, jednak zrezygnowano z pomysłu.
10 maja 1995 r. rubel rosyjski został zastąpiony tadżyckim w stosunku: 100 rubli rosyjskich = 1 rubel tadżycki. Środki bankowe wymieniano w innym stosunku: 1200 rubli rosyjskich = 1 rubel tadżycki. Nowe tadżyckie banknoty zostały zaprojektowane i wydrukowane w Moskiewskiej drukarni papierów wartościowych Goznak. Projekty banknotów były bardzo podobne do wzoru rubli radzieckich z emisji 1961 i 1991 roku, jak i banknotów rosyjskich z 1992 r.
30 października 2000 r. rubel tadżycki został zastąpiony nową walutą narodową somoni. Ustalono kurs: 1000 rubli tadżyckich do 1 somoni. W tym okresie obie waluty były równolegle w obiegu. Wymiana rubla trwała do 1 kwietnia 2001 r.

## Banknoty
Banknoty występowały w 9 nominałach: 1, 5, 10, 20, 50, 100, 200, 500 i 1000 rubli. Rozważano również wprowadzenie 2 wyższych nominałów banknotów: 5000 i 10000 rubli. Ostatecznie oba nominały zostały wydrukowane, ale z niewyjaśnionych przyczyn nigdy nie zostały one wprowadzone do obiegu. 
| Seria 1994 | Seria 1994 | Seria 1994   | Seria 1994  | Seria 1994             | Seria 1994         | Seria 1994                                          | Seria 1994 | Seria 1994                                            | Seria 1994 | Seria 1994     | Seria 1994           | Seria 1994         |
| Wizerunek  | Wizerunek  | Nominał      | Wymiary     | Kolor główny           | Opis               | Opis                                                | Znak wodny | Druk                                                  | Data       | Data           | Data                 | Data               |
| Awers      | Rewers     | Nominał      | Wymiary     | Kolor główny           | Awers              | Rewers                                              | Znak wodny | Druk                                                  | druku      | wprowadzenia   | wycofania            | ostateczna wymiana |
| ---------- | ---------- | ------------ | ----------- | ---------------------- | ------------------ | --------------------------------------------------- | ---------- | ----------------------------------------------------- | ---------- | -------------- | -------------------- | ------------------ |
|            |            | 1 rubel      | 102 × 55 mm | Żółto-zielony          | Godło Tadżykistanu | Budynek parlamentu Tadżykistanu, flaga Tadżykistanu | Gwiazdy    | "Goznak" - Federalne Przedsiębiorstwo Unitarne, Rosja | 1994       | 10 maja 1995   | 30 października 2000 | 1 kwietnia 2001    |
|            |            | 5 rubli      | 102 × 55 mm | Niebieski              | Godło Tadżykistanu | Budynek parlamentu Tadżykistanu, flaga Tadżykistanu | Gwiazdy    | "Goznak" - Federalne Przedsiębiorstwo Unitarne, Rosja | 1994       | 10 maja 1995   | 30 października 2000 | 1 kwietnia 2001    |
|            |            | 10 rubli     | 102 × 55 mm | Różowo-czerwony        | Godło Tadżykistanu | Budynek parlamentu Tadżykistanu, flaga Tadżykistanu | Gwiazdy    | "Goznak" - Federalne Przedsiębiorstwo Unitarne, Rosja | 1994       | 10 maja 1995   | 30 października 2000 | 1 kwietnia 2001    |
|            |            | 20 rubli     | 102 × 55 mm | Fioletowo-jasnozielony | Godło Tadżykistanu | Budynek parlamentu Tadżykistanu, flaga Tadżykistanu | Gwiazdy    | "Goznak" - Federalne Przedsiębiorstwo Unitarne, Rosja | 1994       | 10 maja 1995   | 30 października 2000 | 1 kwietnia 2001    |
|            |            | 50 rubli     | 102 × 55 mm | Jasnozielony           | Godło Tadżykistanu | Budynek parlamentu Tadżykistanu, flaga Tadżykistanu | Gwiazdy    | "Goznak" - Federalne Przedsiębiorstwo Unitarne, Rosja | 1994       | 10 maja 1995   | 30 października 2000 | 1 kwietnia 2001    |
|            |            | 100 rubli    | 120 × 60 mm | Oliwkowo-brązowy       | Godło Tadżykistanu | Budynek parlamentu Tadżykistanu, flaga Tadżykistanu | Gwiazdy    | "Goznak" - Federalne Przedsiębiorstwo Unitarne, Rosja | 1994       | 10 maja 1995   | 30 października 2000 | 1 kwietnia 2001    |
|            |            | 200 rubli    | 120 × 60 mm | Różowy                 | Godło Tadżykistanu | Budynek parlamentu Tadżykistanu, flaga Tadżykistanu | Gwiazdy    | "Goznak" - Federalne Przedsiębiorstwo Unitarne, Rosja | 1994       | 10 maja 1995   | 30 października 2000 | 1 kwietnia 2001    |
|            |            | 500 rubli    | 120 × 60 mm | Czerwony               | Godło Tadżykistanu | Budynek parlamentu Tadżykistanu, flaga Tadżykistanu | Gwiazdy    | "Goznak" - Federalne Przedsiębiorstwo Unitarne, Rosja | 1994       | 10 maja 1995   | 30 października 2000 | 1 kwietnia 2001    |
|            |            | 1000 rubli   | 143 × 71 mm | Jasnozielony           | Godło Tadżykistanu | Budynek parlamentu Tadżykistanu, flaga Tadżykistanu | Gwiazdy    | "Goznak" - Federalne Przedsiębiorstwo Unitarne, Rosja | 1994       | 10 maja 1995   | 30 października 2000 | 1 kwietnia 2001    |
|            |            | 5000 rubli   | 143 × 71 mm | Jasnoniebieski         | Godło Tadżykistanu | Budynek parlamentu Tadżykistanu, flaga Tadżykistanu | Gwiazdy    | "Goznak" - Federalne Przedsiębiorstwo Unitarne, Rosja | 1994       | Niewprowadzony | Niewprowadzony       | Niewprowadzony     |
|            |            | 10 000 rubli | 143 × 71 mm | Wielokolorowy          | Godło Tadżykistanu | Budynek parlamentu Tadżykistanu, flaga Tadżykistanu | Gwiazdy    | "Goznak" - Federalne Przedsiębiorstwo Unitarne, Rosja | 1994       | Niewprowadzony | Niewprowadzony       | Niewprowadzony     |